# Coccoloba lapathifolia
Coccoloba lapathifolia är en slideväxtart som beskrevs av Paul Carpenter Standley. Coccoloba lapathifolia ingår i släktet Coccoloba och familjen slideväxter. Inga underarter finns listade i Catalogue of Life.